# 170
Năm 170 là một năm trong lịch Julius. 

## Sinh
- Bàng Đức, tướng nhà Ngụy, trước đó từng phục vụ dưới trướng của Mã Siêu